# Крекінг-установка у Варенні
Крекінг-установка у Варенні – колишнє нафтохімічне виробництво у канадській провінції Квебек, за кілька кілометрів на північний схід від Монреалю.
У 1980-му власник піролізного виробництво у Варенні компанія Gulf Canada передала його до складу активів Pétromont – спільного підприємства з Union Carbide та SGF (Société générale de financement du Québec – інвестиційна компанія, котра належить уряду провінції). За рік по тому Gulf Canada покинула партнерство, а наприкінці 1990-х збанкрутувала Union Carbide. Частина активів останньої дісталась Dow Chemical, котра певний час на паритетних засадах з SGF продовжувала експлуатувати установку Pétromont у Варенні.
Під час піролізу тут використовували важку сировину – газойль. Отриманий етилен спрямовували на майданчик Монреаль-Іст для полімеризації у поліетилен, тоді як пропілен використовувала компанія Basell, котра мала у Варенні виробництво поліпропілену. Закриття останнього стало однією з причин виводу піролізного виробництва з експлуатації у 2008 році.